# Анцути
Анцути (пол. Ancuty) — село в Польщі, у гміні Нарва Гайнівського повіту Підляського воєводства. Населення — 71 особа (2011).

## Історія
Вперше згадується 1560 року. Належало руським і литовським боярам, пов'язаних своєю службою з королівським містом Нарвою. У 1885 році в селі заснована церковна школа.
У 1975—1998 роках село належало до Білостоцького воєводства.[джерело?]

## Демографія
Демографічна структура станом на 31 березня 2011 року:
|          | Загалом | Допрацездатний вік | Працездатний вік | Постпрацездатний вік |
| -------- | ------- | ------------------ | ---------------- | -------------------- |
| Чоловіки | 34      | 7                  | 23               | 4                    |
| Жінки    | 37      | 4                  | 20               | 13                   |
| Разом    | 71      | 11                 | 43               | 17                   |